# Apoplasto
I concetti di apoplasto e simplasto riguardano l'intima organizzazione delle cellule nella pianta e, in relazione a ciò, le possibili vie per il passaggio dell'acqua attraverso le pareti cellulari vegetali o il protoplasto delle cellule stesse. Questo passaggio può avvenire per via apoplastica e via simplastica. 

## Apoplasto
Per le proprietà idrofile dei suoi componenti (cellulosa, emicellulose, pectine) la parete cellulare è permeabile all'acqua: l'acqua può agevolmente fluire attraverso le pareti cellulari senza che debba necessariamente attraversare membrane ed entrare quindi nel protoplasto. L'apoplasto è costituito dall'insieme delle pareti che non sono diventate impermeabili all'acqua a causa di modificazioni con sostanze idrofobe (es.: lignificazione, cutinizzazione, suberificazione). L'apoplasto comprende anche il lume degli elementi vascolari, entro cui l'acqua può liberamente fluire con la corrente traspiratoria.

## Simplasto
L'insieme dei protoplasti comunicanti tra loro è detto simplasto. Il simplasto è dato dalle cellule adiacenti, il cui citoplasma (ovvero la matrice liquida in esse contenuta) è in comunicazione attraverso dei ponti (nello specifico mettono in comunicazione il reticolo endoplasmatico di due cellule adiacenti) chiamati plasmodesmi. L'acqua che è trasportata per via simplastica non può fluire liberamente come nell'apoplasto; segue due vie: quella attraverso la membrana o attraverso i plasmodesmi. Il simplasto rappresenta un rigoroso sistema di regolazione del flusso di acqua e delle sostanze che la pianta assorbe attraverso le radici. Inoltre in altri distretti della pianta, la presenza di domini simplastici individua insiemi di cellule che sono in relazione tra loro per gli scambi di sostanze, come regolatori di crescita, ioni, zuccheri. Esiste una certa plasticità dei domini simplastici, ottenuta variando il numero di plasmodesmi che collegano le cellule, agevolando i trasporti in determinate direzioni, ostacolandoli in altre. Ad esempio, le cellule degli stomi sono isolate dal simplasto delle cellule epidermiche della foglia. Oppure, in alcuni casi è la via simplastica ad essere utilizzata per il caricamento del floema con zuccheri a livello della foglia.